# شهرهای جاویدان: بچه‌های نیل
شهرهای جاویدان: بچه‌های نیل (به انگلیسی: Immortal Cities: Children of the Nile) یک بازی شهرسازی است که در مصر باستان اتفاق می‌افتد. این بازی توسط شرکت تیلتد میل اینترتینمنت توسعه داده شده‌است. بازی در نوامبر ۲۰۰۴ در کشور آمریکا و در فوریه ۲۰۰۵ در اروپا عرضه شد.

## نسخه‌های بعدی
تیلتد میل اینترتینمنت در ۸ ژوئیه ۲۰۰۸ یک نسخه جدید از بازی را عرضه کرد که در آن چند اصلاح مانند ایجاد ساختمان‌های جدید انجام داده بود. تیلتد میل در ۱۰ سپتامبر ۲۰۰۸ نسخه توسعه‌شدهٔ بازی، بچه‌های نیل:اسکندر، را منتشر کرد.

## بازخورد
| گردآورنده  | امتیاز |
| ---------- | ------ |
| گیم‌رنکینگز | ۷۶٪    |

| ناشر                   | امتیاز |
| ---------------------- | ------ |
| کامپیوتر گیمینگ ورلد   | [ ۲ ]  |
| پی‌سی زون               | ۷۷/۱۰۰ |
| مجله بازی‌های کامپیوتری | [ ۴ ]  |